# 克里斯汀·盧比斯 (足球員)
克里斯汀·盧比斯（法語：Christian Lopez，1953年3月5日—）是一名法國前職業足球運動員，在場上司職後衛。

## 球會生涯
盧比斯出生於法屬阿爾及利亞艾因泰穆尚特。在15年的職業生涯中，他代表聖伊天和圖盧茲在法甲聯賽中總共上陣429場比賽和射入28球。在效力聖伊天期間，他贏得七項重要比賽冠軍——包括兩次雙料冠軍——並在最後三個賽季與傳奇球員米高·柏天尼共事。
盧比斯在蒙彼利埃參加1985-86賽季的法乙賽事，在蒙特利馬爾從事業餘足球比賽后後34歲退休。他後來同時擔任法國全國丙組聯賽球會ES Cannet Rocheville的體育總監和助理教練。

## 國際賽生涯
七年多來，盧比斯為法國國家隊上陣39次，射入一球。他於1975年3月26日在與匈牙利的友誼賽中首次上陣（在巴黎以 2-0 獲勝）。
盧比斯為法國國家隊在1978年和1982年世界盃上陣。在1982年世界盃比賽中，他代表法國國家隊上陣四場比賽，最後以殿軍完成賽事。

## 榮譽
聖伊天
- 法甲；1973–74（英语：1973–74 French Division 1）、1974–75（英语：1974–75 French Division 1）、1975–76（英语：1975–76 French Division 1）及1980–81（英语：1980–81 French Division 1）[1]
- 法國盃：冠軍：1973–74（英语：1973–74 Coupe de France）、1974–75（英语：1974–75 Coupe de France）及1976–77（英语：1976–77 Coupe de France）；亞軍：1980–81（英语：1980–81 Coupe de France）及1981–82（英语：1981–82 Coupe de France）[1]
- 歐洲冠軍球會盃亞軍：1975–76[8]

## 外部連結
- Christian Lopez （页面存档备份，存于）於法國足球總會
- Christian Lopez （页面存档备份，存于）於National-Football-Teams.com
- Christian LOPEZ於國際足協比賽紀錄 (存檔)